# 吳圖南
吳圖南（1884年—1989年1月10日），原姓乌拉汗、名乌拉布，男，蒙古族，中國武術家，从事太极拳研究和教学。

## 生平
吳圖南出生於北京。自9歲起師從吳鑑泉學習太極拳有八年之久，後又師從於楊兆熊。曾就读京师大学堂。 1928年隨吴鉴泉到南京参加第一届全国武术国考。1933年被聘為中央国术体专理論教授。1935年起於南京全国国术统一委员会工作。1930年代和40年代期間曾在南京中央大學、西北師範學院等校任教。
中華人民共和國建立後，歷任中國武術協會委員、中国体育科学学会武术学会委员、北京市武术协会副主席等職。1989年1月10日，在北京第一福利院病逝。